# Leptogenys testacea
Leptogenys testacea är en myrart som först beskrevs av Horace Donisthorpe 1948.  Leptogenys testacea ingår i släktet Leptogenys och familjen myror. Inga underarter finns listade i Catalogue of Life.